# Hans Bernhard Meyer (Jesuit)
Hans Bernhard Meyer SJ (* 23. Dezember 1924 in Mannheim; † 26. Februar 2002 in Innsbruck) war ein deutscher Jesuit und Liturgiewissenschaftler.

## Leben
Meyer wurde 1942 zur Wehrmacht eingezogen. Aus dem Krieg heimgekehrt, studierte er zunächst Philosophie an der Albert-Ludwigs-Universität Freiburg in Freiburg im Breisgau. 1946 trat er in Pullach bei München in den Jesuitenorden ein. Von 1948 an absolvierte er die ordensüblichen Studien der Philosophie an der Hochschule für Philosophie in Pullach und der jesuitischen Hochschule in Chantilly; seine Theologiestudien an der Philosophisch-Theologischen Hochschule Sankt Georgen in Frankfurt am Main und der Leopold-Franzens-Universität in Innsbruck sowie das Tertiat in Salamanca. Meyer empfing 1956 die Priesterweihe. 1959 wurde er bei Josef Andreas Jungmann in Innsbruck zum Dr. theol. promoviert. Nach Forschungsaufenthalten in München, Rom, Trier und Tübingen habilitierte er sich 1964 und wurde zum Universitätsdozenten der Theologischen Fakultät Innsbruck für das Fach Pastoraltheologie ernannt.
Seit 1966 lehrte Meyer an der Katholisch-Theologischen Fakultät der Leopold-Franzens-Universität Innsbruck, zunächst als ordentlicher Universitätsprofessor für Moraltheologie und Gesellschaftslehre, ab 1969 Liturgiewissenschaft – als Nachfolger seines Lehrers Josef Andreas Jungmann. Zudem war er Direktor des Instituts für Liturgiewissenschaft.
Er war Hauptschriftleiter der Innsbrucker Zeitschrift für katholische Theologie.
Meyer initiierte und betreute bis 2001 als federführender Herausgeber das auf acht Teile angelegte Handbuch der Liturgiewissenschaft Gottesdienst der Kirche, das seit 1983 im Verlag Friedrich Pustet (Regensburg) erscheint. Er selbst hat dafür den Band Eucharistie verfasst.
Mehrere Jahrzehnte hindurch gehörte Hans Bernhard Meyer wichtigen liturgischen Gremien an, beispielsweise von 1966 bis 1996 als Mitglied der Liturgischen Kommission für Österreich und Mitglied der Hauptkommission zur Erstellung des Gotteslob.
Hans Bernhard Meyer war seit 1963 Mitglied der katholischen Studentenverbindung AV Austria Innsbruck im ÖCV.

## Werke (in Auswahl)

### Publikationen in Buchform
- Luther und die Messe. Paderborn 1965.
- Was Kirchenbau bedeutet. Ein Führer zu Sinn, Geschichte und Gegenwart, Freiburg im Breisgau, Basel, Wien 1984, ISBN 3-451-19690-5.
- (Zusammen mit Irmgard Pahl): Eucharistie (= Gottesdienst der Kirche. Handbuch für Liturgiewissenschaft, Band 4), Regensburg 1989, ISBN 3-7917-1200-4.

### (Mit-)Herausgeberschaften
- (Hrsg.) mit Josef Schermann (Mitarbeit) (Hrsg.): Der Gottesdienst im deutschen Sprachgebiet. Liturgische Dokumente, Bücher und Behelfe, (= Studien zur Pastoralliturgie, Band 5 (Sonderband)), Regensburg 1982, ISBN 978-3-7917-0756-3.
- Hans Bernhard Meyer (Hrsg.): Gottesdienst der Kirche. Handbuch der Liturgiewissenschaft, Regensburg, enthält folgende Teile:
  - Band 1, Gottesdienst der Kirche, Regensburg, 1983
  - Band 2, Theologie des Gottesdienstes, Regensburg
  - Band 3, Gestalt des Gottesdienstes, Regensburg
  - Band 4, Eucharistie, Regensburg
  - Hansjörg Auf der Maur: Feiern im Rhythmus der Zeit. Herrenfeste in Woche und Jahr (Gottesdienst der Kirche, Teil 5, Teilband 1) Regensburg 1983, ISBN 3-7917-0788-4.
  - Philipp Harnoncourt u. a.: Feiern im Rhythmus der Zeit. Der Kalender, Regensburg 1994, ISBN 3-7917-1403-1.
  - Bruno Kleinheyer: Sakramentliche Feiern. Die Feiern der Eingliederung in die Kirche (= Gottesdienst der Kirche, Teil 7, Teilband 1), Regensburg 1989, ISBN 3-7917-1196-2.
  - Reinhard Meßner, Robert Oberforcher u. a.: Sakramentliche Feiern. Feiern der Umkehr und Versöhnung, Regensburg 1992 (= Gottesdienst der Kirche, Teil 7, Teilband 2), ISBN  3-7917-1334-5
  - Bruno Kleinheyer (Mitverf.): Sakramentliche Feiern (= Gottesdienst der Kirche, Teil 8), Regensburg 1984, ISBN  3-7917-0940-2

### Zeitschriftenartikel
- Die Elevation im deutschen Mittelalter und bei Luther, ZKTh, in: Jahrgang 85, 1963, S. 190

### Liedertexte
- Gute Nachricht für alle Völker (Innsbrucker Universitätsmesse), verfasst für den Festgottesdienst zum 300-Jahr-Jubiläum der Universität Innsbruck 1969 (Musik: Peter Janssens); darin:
  - Singt dem Herrn alle Völker und Rassen (Antwortpsalm)
  - Herr, wir bringen in Brot und Wein (Gabenbereitung)